# Pristupanje Islanda Europskoj uniji
Island je podnio zahtjev za članstvo u Europskoj uniji 16. srpnja 2009. godine. Zahtjev je prihvaćen od strane Europskog vijeća 27. srpnja iste godine i poslan na daljnje promatranje kojim se ispitala pripremljenost Islanda za pregovore s Unijom. Europska komisija je u veljači 2010. objavila da podržava otvaranje pristupnih pregovora s Islandom. Trenutna islandska vlada je postavila 2012. godinu kao ciljani datum za ulazak u Europsku uniju, koji će biti predmet referenduma nakon završetka pregovora. Dana 17. lipnja 2010. EU je odobrila status kandidata za Island i ujedno dala zeleno svjetlo za otvaranje pregovora o članstvu. Pregovori su službeno započeli 27. srpnja 2010. godine. Kao dio Europskog ekonomskog prostora, Island je već dio jedinstvenog tržišta Europske unije. Zemlja je također član Schengenskog područja koje uklanja graničnu kontrolu između zemalja članica.
22. svibnja 2013. novoizabrani predsjednik islandske vlade Sigmundur Gunnlaugsson službeno je obavijestio povjerenika za proširenje Europske unije Stefana Fullea da njegova zemlja privremeno otkazuje sve daljnje pregovore o učlanjenju u Europsku uniju, te se povlači i iz svih sporazuma koji su već sklopljeni s Bruxellesom u sklopu procesa euro-integracija. Nova vlada istaknula je da namjerava tu odluku učiniti trajnom. To se i dogodilo sredinom lipnja iste godine.
12. ožujka 2015. Island je povukao zahtjev za članstvo u EU, te se od tada više ne smatra kandidatskom zemljom.